# 永源山公園

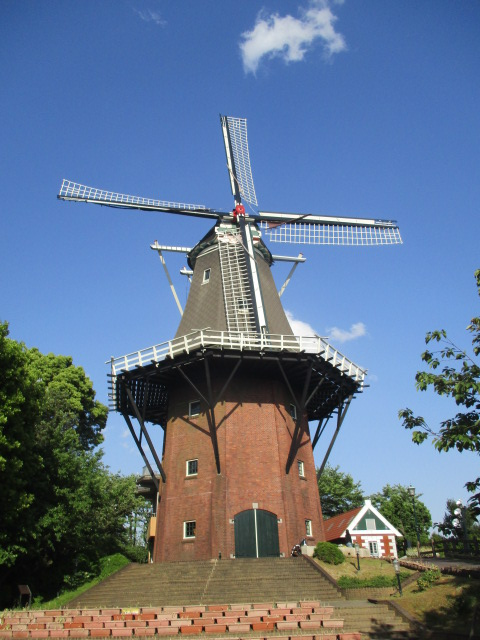
ゆめ風車

永源山公園（えいげんざんこうえん）は、山口県周南市富田にある都市公園（総合公園）。

## 概要
1970年（昭和45年）11月に旧新南陽市の市制施行を記念して整備された都市公園である。水をテーマに整備された公園で、永源山の地形を生かした都市的な「開発ゾーン」と、緑豊かな樹林を残す「保全ゾーン」の2つの顔を持つ。
グリーン環境協同組合が指定管理者として管理を行っている。
「ゆめ風車」は1990年（平成2年）5月22日にオランダのデルフザイル市（現エームスデルタ市）と姉妹都市提携をした際に建設された。
東ソーが命名権を取得し2021年4月より「TOSOH PARK 永源山」に名前が変更された。
毎年8月には新南陽前のロータリーに大規模なステージを設け、そこを中心としてサンフェスタしんなんよう（夏祭り）が開かれる。この夏祭りの最後に永源山公園から多数の打ち上げ花火が上がり、夏の風物詩となっている。

## 主な施設

### 永源山公園プール
プール施設は1990年（平成2年）に竣工し、25mプール、流水プール、幼児プール、スライダープール、滝プールがある。毎年7月21日 - 8月31日（営業時間は10:00 - 18:00）に営業している。
流れるプールがあるため、約20分ごとに安全点検を実施する。また、毎正時には10分間の休憩時間を実施する。
なお、プール営業期間内であっても、天候不順の場合は休業することがある。
2024年シーズンについては、梅雨前線の影響による大雨で循環ポンプが水没して損傷したため、永源山公園プールをオープンしないことになった。

### ゆめ風車
永源山公園の山頂付近に1995年（平成7年）に竣工したオランダ風車（粉ひき風車）である。高さ24m、羽根の直径24.66mで日本最大級の規模である。近くを通る国道2号周南バイパスからもよく見え、周南市のランドマークの一つとなっている。周南市が旧新南陽市時代からオランダ・フローニンゲン州デルフザイル市と姉妹都市提携を結んでいる事に由来する。
ゆめ風車の建物は鉄筋コンクリート造の地上7階建てで1階と2階が展示室になっている。
風車は毎日ライトアップされ、昼とは違った表情を見せている。

## 周辺施設
公園の憩いの広場北側に周南市郷土美術資料館と尾崎正章記念館がある。記念館では旧新南陽市出身の画家・尾崎正章の作品を常設展示している。1995年8月開館。

## 交通アクセス
- JR新南陽駅から車で5分
- 山陽自動車道徳山西ICから国道2号経由で約15分。